# Chiesa di San Bernardino da Siena (Tresa)
La chiesa di San Bernardino da Siena è la chiesa parrocchiale del paese svizzero di Ponte Tresa, frazione del comune di Tresa nel Canton Ticino.

## Storia
La struttura venne costruita nel XV secolo; nel XVII secolo le originarie tre navate vennero unite in un unico spazio con copertura a volta. Nel XVIII secolo la navata venne estesa verso est.

## Descrizione
La chiesa ha una pianta ad unica navata, suddivisa in quattro campate (una delle quali venne aggiunta nell'ampliamento settecentesco) e ricoperta da una volta a botte lunettata. Sui fianchi della navata si aprono quattro cappelle laterali.

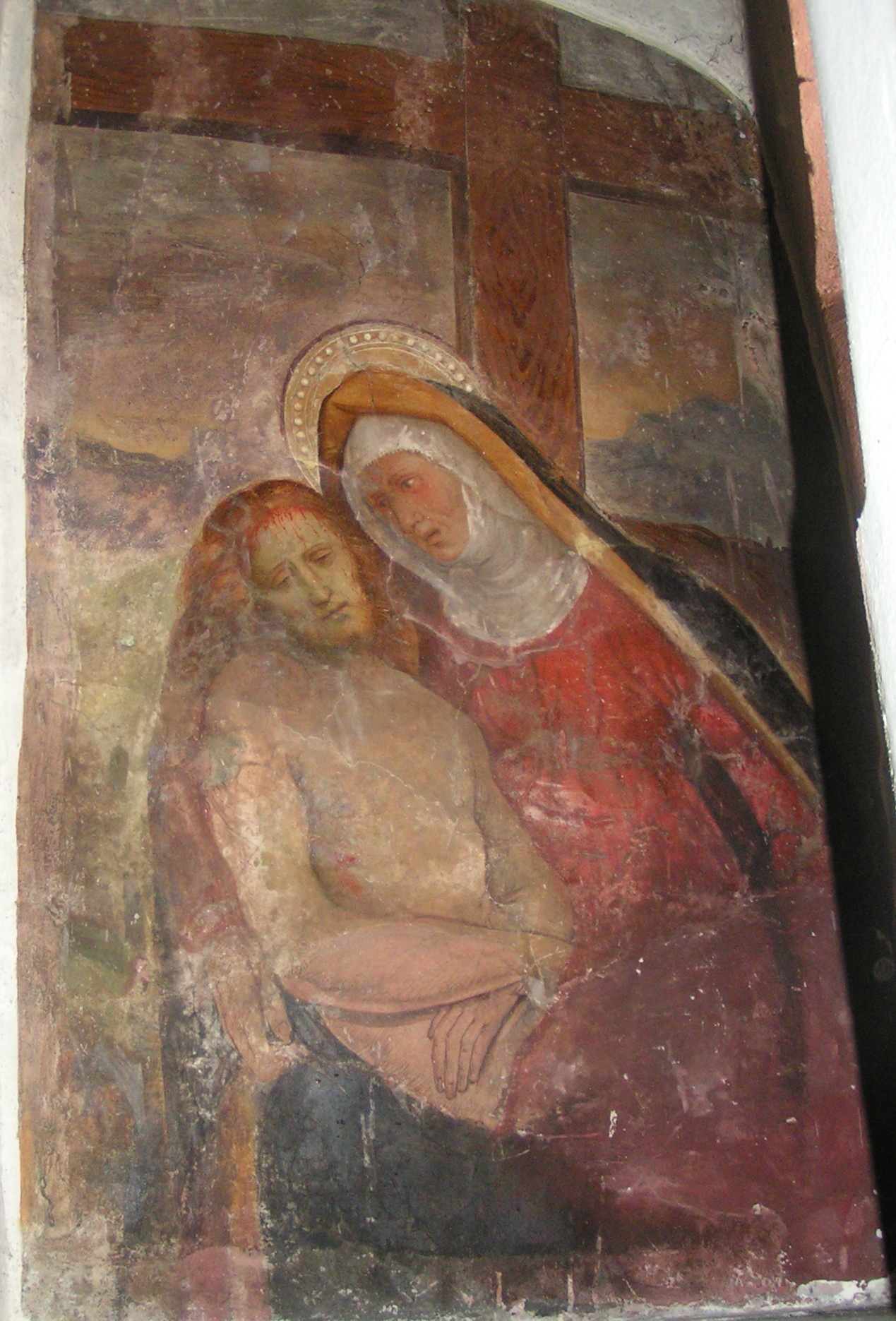
Affresco della Pietà di Bartolomeo da Ponte Tresa 1525 circa.